# Villanueva del Aceral
Villanueva del Aceral är en kommun i Spanien.   Den ligger i provinsen Provincia de Ávila och regionen Kastilien och Leon, i den centrala delen av landet, 120 km nordväst om huvudstaden Madrid. Antalet invånare är 155.